# Absorptiedemper
Een absorptiedemper is een geluiddemper waarbij een teveel aan geluidstrillingen door een laag geluiddempend materiaal (staal-, steen- of glaswol) worden opgenomen door middel van absorptie. Absorptiedempers worden onder meer toegepast in uitlaten van motorfietsen.